# Нилссон, Дэйв
Дэвид Уэйн Нилссон (англ. David Wayne Nilsson; 14 декабря 1969, Брисбен, Квинсленд) — австралийский бейсболист и тренер, играл на позициях кэтчера, аутфилдера и игрока первой базы. С 1992 по 1999 год выступал в Главной лиге бейсбола в составе клуба «Милуоки Брюэрс». Участник Матча всех звёзд МЛБ 1999 года. Член клубного Зала славы «Брюэрс». Играл в японской, австралийской и итальянской лигах. 
Серебряный призёр Олимпийских игр 2004 года в составе национальной сборной Австралии. Участник Олимпийских игр 2000 года и Мировой бейсбольной классики 2006 года. С 2018 года занимает пост главного тренера сборной Австралии. Член Зала бейсбольной славы Австралии. Член ордена Австралии.

## Биография

### Ранние годы и начало карьеры
Дэйв Нилссон родился 14 декабря 1969 года в Брисбене. Он был младшим из четырёх сыновей владельца типографии Тима Нилссона и его супруги Пэт. Глава семьи в свободное время работал тренером юниорской команды «Редклифф Падрес» и все его сыновья играли в бейсбол на профессиональном уровне.
Летом 1986 года Нилссон в составе клуба «Квинсленд Рэмс» принял участие в турне по США. Он остался играть за полупрофессиональную команду из города Парк-Ридж, а спустя три недели на него обратили внимание скауты клуба Главной лиги бейсбола «Милуоки Брюэрс». В январе 1987 года Нилссон подписал контракт. После этого он доиграл зимний сезон в Австралии, где в составе «Рэмс» стал победителем Клакстон Шилд, национального чемпионата.
В 1987 году Нилссон начал играть за команду «Хелена Брюэрс» из Лиги пионеров. В 55 проведённых матчах он отбивал с эффективностью 39,4 %. В межсезонье он перенёс операцию на колене, а затем был переведён в лигу уровнем выше в «Белойт Брюэрс». Сезоны 1989 и 1990 годов он провёл в составе «Стоктон Портс». Зимой он играл в Австралии за команду «Дайкио Долфинс», входил в число участников Матча всех звёзд лиги и признавался её самым ценным игроком.
Сезон 1991 года Нилссон начал на уровне AA-лиги, где сыграл в 65 матчах за «Эль-Пасо Дьяблос», отбивая с эффективностью 41,8 %. Вторую часть сезона он провёл за «Денвер Зефирс». От прогрессирующего Нилссона ждали дебюта за основной состав «Брюэрс», но в августе ему сделали операцию на левом плече и чемпионат он завершил досрочно. Зимой он провёл 20 игр за «Долфинс» и выиграл с командой чемпионский титул Австралийской лиги.

### Милуоки Брюэрс
В Главной лиге бейсбола Нилссон дебютировал в мае 1992 года, заменив в составе «Брюэрс» травмированного Энди Аллансона. Летом он на короткое время был переведён в «Денвер», где восстанавливался после травмы запястья, но в августе вернулся в «Милуоки» и закончил сезон в главной команде. Всего в регулярном чемпионате он провёл 51 матч, его показатель отбивания составил 23,2 %. В 1993 году основной кэтчер «Брюэрс» Би Джей Сурхофф был переведён на третью базу, а Нилссон занял его место. В этом же сезоне он впервые сыграл вместе с питчером Грэмом Ллойдом, составив первую в истории лиги австралийскую батарею. В 100 сыгранных матчах его показатель отбивания составил 25,7 %. 
Весной 1994 года клуб разрешил Нилссону задержаться в Австралии, где он выиграл национальный чемпионат вместе с командой «Брисбен Бэндитс». Регулярный чемпионат Главной лиги бейсбола был сокращён из-за забастовки игроков, он сыграл в нём 109 матчей с показателем отбивания 27,5 %. В июне Нилссон получил частичный разрыв связок большого пальца и до конца турнира выходил на поле как назначенный бьющий. Осенью 1994 года австралийская команда «Уэйверли Редс» предложила ему контракт, включающий передачу игроку 25 % акций клуба. Газета Milwaukee Sentinel назвала соглашение «пожизненным», по его условиям Нилссон также должен был заниматься подготовкой молодых игроков и популяризацией бейсбола. Сезон 1994/95 годов стал для него самым результативным в Австралии: в 54 проведённых матчах он отбивал с эффективностью 38,8 %.
В Австралии Нилссон заразился лихорадкой реки Росс, вызывающей боли в суставах. Из-за болезни он появился на поле в составе «Брюэрс» только в конце июня 1995 года. В чемпионате он сыграл 81 матч, отбивая с показателем 27,8 %. Перед началом следующего сезона Нилссон изменил стойку при игре на бите и это положительно сказалось на его результативности. В 123 матчах сезона он отбивал с эффективностью 33,1 % и выбил 17 хоум-ранов. При этом часть турнира Нилссон пропустил из-за стрессового перелома левой стопы.
Зимой 1996/97 годов Нилссон занимал пост играющего тренера «Брисбен Бэндитс» и вывел команду в финал чемпионата. После возвращения в США он подписал с «Брюэрс» новый трёхлетний контракт на сумму 10,8 млн долларов. В сезоне 1997 года он сыграл 156 матчей, лучший показатель в карьере, в большей части из которых выходил на первой базе и назначенным бьющим. Впервые за несколько лет он избежал травм, но после окончания чемпионата Нилссон не поехал в Австралию, а предпочёл дополнительно работать с тренером по физической подготовке. В 1998 году он перенёс две операции на колене, сумев провести только 102 матча, в которых отбивал с показателем 26,9 %.
В конце 1998 года он за 3,5 млн долларов приобрёл контрольный пакет акций Австралийской бейсбольной лиги, испытывавшей финансовые трудности. Она была переименована в Международную бейсбольную лигу Австралии, в марте 1999 года Нилссон заявил о желании привлечь команды из Японии, Южной Кореи и Тайваня, а также создать благоприятные условия для развития молодых австралийских игроков.
В 1999 году тренерский штаб Брюэрс вернул его на позицию кэтчера, где он сыграл 115 матчей. Нилссон установил личный рекорд, выбив 21 хоум-ран. Его показатель отбивания составил 30,9 %, он набрал 62 RBI. Впервые в карьере он вошёл в число участников Матча всех звёзд лиги. После окончания сезона Нилссон получил статус свободного агента, что позволило ему принять участие в бейсбольном турнире Олимпийских игр в Сиднее, куда Главная лига бейсбола отпускать своих игроков отказалась. В ноябре 1999 года он сыграл за сборную Австралии на Межконтинентальном кубке ИФАБ, где набрал 12 RBI и стал самым ценным игроком турнира.

### Завершение карьеры
В январе 2000 года Нилссон подписал годичный контракт на 2 млн долларов с японским клубом «Тюнити Дрэгонз». Одним из условий соглашения была возможность участия в Олимпийских играх. Клуб также заключил трёхлетнее соглашение о сотрудничестве с Австралийской лигой. Нилссон стал первым австралийцем, сыгравшим в Японской лиге, но провёл сезон неудачно, не сумев адаптироваться в условиях языкового барьера. Он сыграл только 18 матчей, отбивая с эффективностью 18,0 %.
На прошедшей в сентябре 2000 года Олимпиаде сборная Австралии выиграла два матча, проиграв пять, и заняла седьмое место. Нилссон при этом стал лидером среди отбивающих с показателем 56,5 %. После окончания турнира заинтересованность в его услугах выразили «Нью-Йорк Янкис» и «Бостон Ред Сокс», но контракт подписан не был. В этот же период распалась Международная бейсбольная лига Австралии. Идеи Нилссона остались нереализованными, только в 2001 году в турнире приняла участие тайваньская команда.
В январе 2003 года, после двухлетнего перерыва, Нилссон всё же подписал соглашение с Ред Сокс, но уже через месяц сообщил руководству клуба, что играть не будет. В качестве главного тренера Квинсленд Рэмс он привёл команду к победе в чемпионате Австралии. Затем Нилссон вернулся на поле в составе «Телемаркет Римини» в чемпионате Италии.

### Успех на Олимпиаде
В 2004 году 34-летний Нилссон был включён в заявку сборной Австралии на Олимпийские игры в Афинах. Набирая форму, он сыграл несколько матчей в чемпионате Австралии, а затем выступал на уровне AAA-лиги в составе «Ричмонд Брэйвз». На Олимпиаде он был капитаном команды, которая дошла до финала. Победу в полуфинале над сборной Японии газета Sydney Morning Herald назвала «самым грандиозным моментом в истории австралийского бейсбола».

### Тренерская деятельность
В 2005 году Нилссон был назначен координатором по работе с кэтчерами в фарм-системе клуба «Аризона Даймондбэкс». В следующем году он в последний раз сыграл за сборную Австралии, приняв участие в играх Мировой бейсбольной классики. Следующие два сезона он работал в австралийском отделении Академии Главной лиги бейсбола. В 2008 году его избрали в Зал бейсбольной славы Австралии.
В 2010 году в Австралии была создана новая лига и Нилссон возглавил возрождённый клуб «Брисбен Бэндитс». Проработав на этом посту до осени 2011 года, он сосредоточился на бизнесе, но продолжил помогать команде в качестве консультанта. В 2014 году он вернулся в «Бэндитс» и привёл команду к трём подряд победам в чемпионате. В июне 2018 года Нилссон был назначен главным тренером сборной Австралии.